# 沔州 (唐朝)
沔州，中国唐朝时设置的州。
在今湖北省武汉市汉阳区设置沔州，天宝、至德时一度改为汉阳郡，又改沔州。宝应二年（763年），原属安州的孝昌县，来属沔州，后复属安州。宝历二年（826年）废，五代时改为汉阳军。
| 唐朝沔州辖县 | 唐朝沔州辖县                     |
| ------------ | -------------------------------- |
| 619年        | 汉阳县、汊川县                   |
| 621年        | 汉阳县、汊川县                   |
| 781年        | 废除沔州，汉阳县、汊川县改属黄州 |
| 783年        | 重设沔州，下辖汉阳县、汊川县     |
| 826年        | 废除沔州，汉阳县、汊川县改属鄂州 |

唐朝沔州刺史
- 杨琮（贞观初年）
- 崔奉贤（贞观年间）
- 颜有意（唐高宗时）
- 李上金（681年—684年）
- 卢元庄（武周时）
- 虞逊（武周时）
- 刘寂（武周末年）
- 臧崇亮（707年）
- 王子麟（景龙年间）
- 刘守忠（唐睿宗时）
- 张庭珪（717年—718年）
- 王琚（723年—724年）
- 钱惟正（724年）
- 李无言（729年）
- 宋鼎（737年）
- 汉阳郡太守
- 杜某（758年）
- 贾载（761年—763年）
- 袁光辅（唐代宗时）
- 杨偁（779年）
- 虞当（780年）
- 严公弼（813年）
- 崔元方（元和年间）
- 何抚（822年—823年）
- 孙微仲（长庆年间）